# Kärasi (Estland)
Koordinaten: 58° 57′ N, 26° 56′ O
Kärasi ist ein Dorf (estnisch küla) in der Landgemeinde Lohusuu (Lohusuu vald). Es liegt im Kreis Ida-Viru (Ost-Wierland) im Nordosten Estlands.
Das Dorf hat 56 Einwohner (Stand 4. Januar 2010).